# ペトゥラ・クラーク
ペトゥラ・クラーク （英語版）（Petula Clark、1932年11月15日 - ）は、イングランド・サリー州エプソム出身の歌手・女優。ペトラ・クラーク、ペチュラ・クラーク、ペトゥーラ・クラークとも表記される。イギリスを代表するシンガーの一人であり、特に1960年代が全盛期であった。

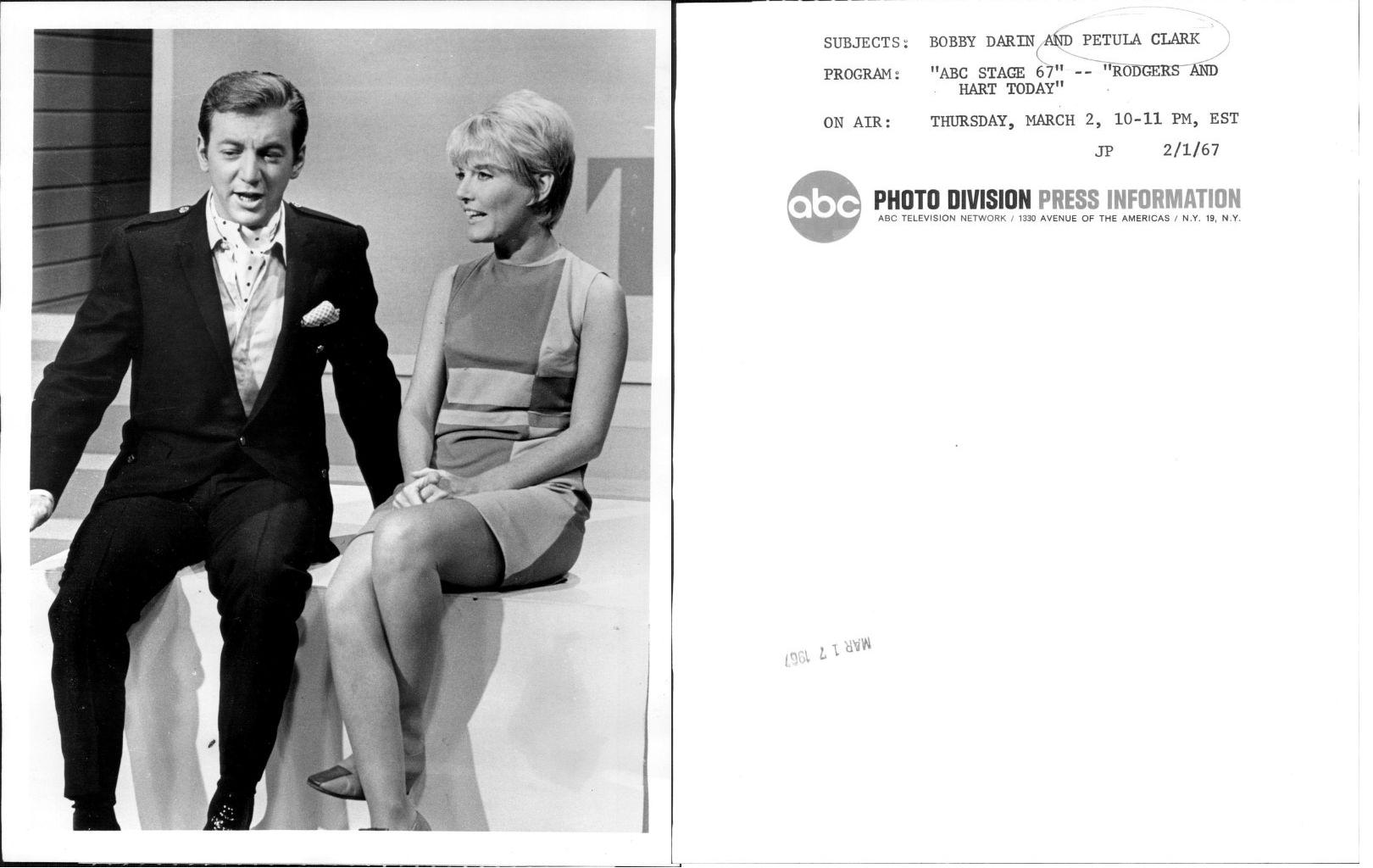
歌手のボビー・ダーリンとペトゥラ・クラーク

イギリスのみならずフランスにも進出を果たし、特に1964年の「恋のダウンタウン」で世界的ヒットを飛ばした。1965年にはサンレモ音楽祭に出場し、「Invece No」を歌い入賞。また『フィニアンの虹』ではハリウッド映画にも進出を果たした。

## 代表曲
- 愛のシャリオ（アイ・ウィル・フォロー・ヒム/リトル・ペギー・マーチ）の原曲。全英第39位（1963）
- 恋のダウンタウン(1964)全米第1位
- ぬかるみ（水たまり）
- マイ・ラヴ(1965)全米第1位
- アイ・ノウ・ア・プレイス(1965)全米第3位
- "Sigh of the times"(1965)全米第11位
- "I couldn't live without your love"(1966)全米第9位
- "Who am I"(1966)全米第21位
- "Color my world"(1966)全米第16位
- "Don't sleep in the subway"(天使のささやき）全米第5位
- "Cat in the window"(1967)全米第26位
- "Other man's grass is always greener"(1967)全米第31位
- "Kiss me goodbye"(1968)全米第15位
- "Don't give up"(あきらめないでね）1968　全米第37位
- 八ッピー・ハート（1969）全米第62位
- "This Is My Song" - チャールズ・チャップリン監督『伯爵夫人』の主題歌。邦題は「愛のセレナーデ」(1967)全米第3位

## 主要なアルバム
- "Downtown"(1965)
- "In love"(1965)
- "I know a place"(1965)
- "World's great international hits"(1965)
- "My love"(1966)
- "I couldn't live without your love"(1966)
- "Color my world/Who am I"(1967)
- "These are my songs"(1967)
- "Other man's grass is always greener"(1968)
- "Petula"(1968)
- "Petula Clark's greatest hits, vol.1"(1968)
- "Portrait of Petula"(1969)
- "Just Pet"(1969)
- "Memphis"(1970)
- "Warm and tender"(1971)
- "Live at the Royal Albert Hall"(1972)
- "Now"(1972)
- "Give it a try"(1986)

## 作品
作曲の才能も持ちヴォーグスの"You're the one"(1965)はトニー・ハッチとの共作で全米4位を記録している。

## 出演映画
- うずまき (1945)
- よみがえった殺人 (1946)<未>
- ダイヤモンドに手を出すな (1965)
- フィニアンの虹 (1968)
- チップス先生さようなら (1969)